# Babymetal × Kiba of Akiba
Babymetal × Kiba of Akiba (jap. BABYMETAL×キバオブアキバ, BABYMETAL to Kiba obu Akiba) ist eine Split-Single der japanischen Kawaii-Metal-Band Babymetal, die zusammen mit der Alternative-Metal-Band Kiba of Akiba aufgenommen und am 7. März 2012 veröffentlicht wurde. Sie enthält unter anderem das Lied Iine! (いいね!), das auch auf dem Debütalbum Babymetal sowie auf dem Album Sakura Gakuin 2011 Nendo: Friends der Idol-Popgruppe Sakura Gakuin zu finden ist.

## Veröffentlichung
Der erste Kontakt zwischen Babymetal und Kiba of Akiba wurde durch das Management von Sakura Gakuin (deren Subgruppe Babymetal damals noch war) ermöglicht, woraufhin beide Formationen eine Zusammenarbeit vereinbarten. Am 9. Februar 2012 gab Tower Records die bevorstehende Veröffentlichung der Split-Single bekannt, die am 7. März erfolgte. Sie diente auch zur Promotion des Albums Sakura Gakuin 2011 Nendo: Friends. Ein Ausschnitt des Lieds Iine! war ab 1. Februar 2012 auf YouTube in einem Teaser-Video mit dem Titel My First Heavy Metal in Tokyo 2012 zu sehen, zusammen mit einem Kurz-Demo von Ijime, Dame, Zettai.
Das Artwork der Split-Single zeigt einen Fuchs mit Reißzähnen (ersteres ist ein Motiv für Babymetal, letzteres ein Motiv für Kiba of Akiba), vor der Kulisse des Tokioter Stadtteils Akihabara.

## Kompositionen
Die Single enthält je ein Original-Lied von Babymetal und Kiba of Akiba sowie zwei Bonustracks.
Iine! (いいね!, dt. „Wie schön!“) ist die zweite Single von Babymetal und vereint gemäß Blabbermouth.net „Pop mit Extreme-Metal-Gitarren, einem gelegentlichen Growl oder zwei sowie einem Hauch Hip-Hop.“ Der Guardian verglich den Breakdown mit Werken von Lex Luger, „bis hin zu den nervösen, scheppernden Snares“. Das japanische Musikportal Barks beschrieb den Stil als Mischung aus Electrocore, Screamo, Death Metal und Hip-Hop. Party @ the BBS von Kiba of Akiba ist die zweite Single von deren Album Yeniol. Zu harten Gitarrenriffs, Keyboard-Klängen und melancholischem Gesang erzählt das Lied von einer Liebesbeziehung, die sich über eine Mailbox (bulletin board system) anbahnt.
Der erste Bonustrack Kimi to Anime ga Mitai – Answer for Animation with You (君とアニメが見たい～Answer for Animation With You) basiert auf dem im Jahr 2011 von Kiba of Akiba veröffentlichten Lied Animation with You und wird von Babymetal präsentiert. Der Liedtext wurde leicht geändert, sodass er zur Sichtweise der Mädchen von Babymetal passt. Kiba of Akiba wiederum präsentiert einen Remix von Babymetals erster Single Doki Doki ☆ Morning (ドキドキ☆モーニング) – mit höherer Geschwindigkeit, mehr Synthesizern und unterschiedlichen Gesangsstilen.

## Musikvideo
Die Produktion des Musikvideos zum Lied Iine! stand unter der Leitung von Daishinszk. Am 24. Februar 2012 lud das Plattenlabel Toy’s Factory es auf seinen YouTube-Kanal hoch, am 8. November 2012 auch auf den offiziellen YouTube-Kanal von Babymetal. Zusammen wurden beide Versionen bis März 2019 über 15,6 Millionen Mal angeschaut. Im Video sind die drei Mitglieder von Babymetal in einer Diskothek beim vergnügten Tanzen im Para-Para-Stil zu sehen, wobei sie zwischendurch auch eine Hip-Hop-Formation parodieren.

## Titelliste
| Nr.          | Titel | Künstler                        | Länge |
| ------------ | --- | ------------------------------- | ----- |
| 1.           | Iine! (いいね！)                                                                                           | Babymetal                       | 4:10  |
| 2.           | Party @ the BBS                                                                                            | Kiba of Akiba                   | 3:42  |
| 3.           | Kimi to Anime ga Mitai – Answer for Animation with You (君とアニメが見たい～Answer for Animation With You) | Babymetal (Kiba of Akiba Cover) | 4:00  |
| 4.           | Doki Doki ☆ Morning (ドキドキ☆モーニング)                                                                  | Kiba of Akiba (Babymetal-Cover) | 2:57  |
| Gesamtlänge: | Gesamtlänge:                                                                                               | Gesamtlänge:                    | 14:49 |

## Mitwirkende
(Angaben gemäß Begleitheft der Single, ohne Bonustitel)
- Suzuka Nakamoto (Su-Metal): Leadgesang
- Yui Mizuno (Yuimetal): Gesang
- Moa Kikuchi (Moametal): Gesang
- Futoshi (ふとし): Gesang
- Mora (もら): Gitarre
- 326: Bass
- Asai (あさい): Programmierung, Bass
- Vava: Schlagzeug
- Kei Kobayashi (Kobametal): Produzent
- Konyō Aoki: Keyboard
- Norikazu Nakayama: Text
- Nobuaki Miyasaka (Mish-Mosh): Musik
- Sari Miyasaka (Mish-Mosh): Musik
- Daiki Kasho: Arrangement, Tontechnik
- Millennium Japan: Produktion
- Yasuhisa Kataoka: Tontechnik
- Noriyuki Inoue: Tonaufnahme, Abmischung
- Tucky: Mastering

## Chartplatzierungen
| ChartsChartplatzierungen | Höchstplatzierung | Wochen |
| ------------------------ | ----------------- | ------ |
| Japan (Oricon)           | 46 (3 Wo.)        | 3      |